# Liste der Naturdenkmale in Flußbach
Die Liste der Naturdenkmale in Flußbach nennt die im Gemeindegebiet von Flußbach ausgewiesenen Naturdenkmale (Stand 11. März 2024).

## Naturdenkmale
| Nr.         | Bezeichnung | Lage                                         | Beschreibung                | Bild                                    |
| ----------- | ----------- | -------------------------------------------- | --------------------------- | --------------------------------------- |
| ND-7231-373 | Zwei Eichen | östlich des Ortes; Abteilung Auf Grozig Lage | Quercus petraea, zwei Bäume | Direkt Bild zu diesem Denkmal hochladen |